# Liste der Namensgeber und Gründer der Academia Brasileira de Letras
Liste der Namensgeber und Gründer der Academia Brasileira de Letras, Rio de Janeiro
Diese Liste der sogenannten „Unsterblichen“ oder „Imortais“ enthält die Namen und Lebensdaten der Gründungsmitglieder und die Namenspatrone der nach diesen benannten Sitze, der „Cadeiras“, der Brasilianischen Akademie der Literatur zur Zeit der Gründung 1897. Aufgrund der Satzung vom 28. Januar 1897 ist die Zahl der Mitglieder auf 40 Personen brasilianischer Nationalität beschränkt. Diese Namenspatrone, Schriftsteller, Dichter, Kritiker und Publizisten bilden den Kanon der brasilianischen Literaturgeschichte bis Ende des 19. Jahrhunderts.
Siehe auch
- Liste der Präsidenten der Academia Brasileira de Letras
- Liste der Mitglieder der Academia Brasileira de Letras

| Porträt | Namensgeber (Patrono)                         | Sitz (Cadeira) | Gründungsmitglied (Fundador)                                    | Porträt |
| ------- | --------------------------------------------- | -------------- | --------------------------------------------------------------- | ------- |
|         | Adelino Fontoura (1859–1884)                  | 1              | Luís Murat (1861–1929)                                          |         |
|         | Álvares de Azevedo (1831–1852)                | 2              | Coelho Neto (1864–1934)                                         |         |
|         | Artur de Oliveira (1851–1882)                 | 3              | Filinto de Almeida (1857–1945)                                  |         |
|         | Basílio da Gama (1741–1796)                   | 4              | Aluísio Azevedo (1857–1913)                                     |         |
|         | Bernardo Guimarães (1825–1884)                | 5              | Raimundo Correia (1859–1911)                                    |         |
|         | Casimiro de Abreu (1839–1860)                 | 6              | Teixeira de Melo (1833–1907)                                    |         |
|         | Castro Alves (1847–1871)                      | 7              | Valentim Magalhães (1859–1903)                                  |         |
|         | Cláudio Manuel da Costa (1729–1789)           | 8              | Alberto de Oliveira (1857–1937)                                 |         |
|         | Gonçalves de Magalhães (1811–1882)            | 9              | Carlos Magalhães de Azeredo (1872–1963)                         |         |
|         | Evaristo da Veiga (1799–1837)                 | 10             | Ruy Barbosa (1849–1923)                                         |         |
|         | Fagundes Varela (1841–1875)                   | 11             | Lúcio de Mendonça (1854–1909)                                   |         |
|         | França Júnior (1838–1890)                     | 12             | Urbano Duarte de Oliveira (1855–1902)                           |         |
|         | Francisco Otaviano (1825–1889)                | 13             | Alfredo d’Escragnolle Taunay, 1. Visconde de Taunay (1843–1899) |         |
|         | Franklin Távora (1842–1888)                   | 14             | Clóvis Beviláqua (1859–1944)                                    |         |
|         | Gonçalves Dias (1823–1864)                    | 15             | Olavo Bilac (1865–1918)                                         |         |
|         | Gregório de Matos (1636–1695)                 | 16             | Araripe Júnior (1848–1911)                                      |         |
|         | Hipólito da Costa (1774–1823)                 | 17             | Sílvio Romero (1851–1914)                                       |         |
|         | João Francisco Lisboa (1812–1863)             | 18             | José Veríssimo (1857–1916)                                      |         |
|         | Joaquim Caetano (1810–1873)                   | 19             | Alcindo Guanabara (1865–1918)                                   |         |
|         | Joaquim Manuel de Macedo (1820–1882)          | 20             | Salvador de Mendonça (1841–1913)                                |         |
|         | Joaquim Serra (1838–1888)                     | 21             | José do Patrocínio (1853–1905)                                  |         |
|         | José Bonifácio, o Moço (1827–1886)            | 22             | Medeiros e Albuquerque (1867–1934)                              |         |
|         | José de Alencar (1829–1877)                   | 23             | Machado de Assis (1839–1908)                                    |         |
|         | Júlio Ribeiro (1845–1890)                     | 24             | Garcia Redondo (1854–1916)                                      |         |
|         | Junqueira Freire (1832–1855)                  | 25             | Franklin Dória (1836–1906)                                      |         |
|         | Laurindo Rabelo (1826–1864)                   | 26             | Guimarães Passos (1867–1909)                                    |         |
|         | Antônio Peregrino Maciel Monteiro (1804–1868) | 27             | Joaquim Nabuco (1849–1910)                                      |         |
|         | Manuel Antônio de Almeida (1831–1861)         | 28             | Inglês de Sousa (1853–1918)                                     |         |
|         | Martins Pena (1815–1848)                      | 29             | Artur Azevedo (1855–1908)                                       |         |
|         | Pardal Mallet (1864–1894)                     | 30             | Pedro Rabelo (1868–1905)                                        |         |
|         | Pedro Luís Pereira de Sousa (1839–1884)       | 31             | Guimarães Júnior (1845–1898)                                    |         |
|         | Manuel de Araújo Porto-Alegre (1806–1879)     | 32             | Carlos de Laet (1847–1927)                                      |         |
|         | Raul Pompeia (1863–1895)                      | 33             | Domício da Gama (1862–1925)                                     |         |
|         | Sousa Caldas (1762–1814)                      | 34             | João Manuel Pereira da Silva (1817–1898)                        |         |
|         | Tavares Bastos (1839–1875)                    | 35             | Rodrigo Otávio (1866–1944)                                      |         |
|         | Teófilo Dias (1854–1889)                      | 36             | Afonso Celso (1860–1938)                                        |         |
|         | Tomás Antônio Gonzaga (1744–1819)             | 37             | José Júlio da Silva Ramos (1853–1930)                           |         |
|         | Tobias Barreto (1839–1889)                    | 38             | Graça Aranha (1868–1931)                                        |         |
|         | Francisco Adolfo de Varnhagen (1816–1878)     | 39             | Manuel de Oliveira Lima (1867–1928)                             |         |
|         | José Maria da Silva Paranhos (1819–1880)      | 40             | Eduardo Prado (1860–1901)                                       |         |